# Jourdan Lewis
Jourdan Julian Lewis (Detroit, 31 agosto 1995) è un giocatore di football americano statunitense che milita nel ruolo di cornerback per i Jacksonville Jaguars della National Football League  (NFL).

## Carriera professionistica

### Dallas Cowboys
Lewis al college giocò a football con i Michigan Wolverines dal 2013 al 2016, venendo premiato come All-American nell'ultima stagione. Fu scelto nel corso del terzo giro (92º assoluto) nel Draft NFL 2017 dai Dallas Cowboys. Debuttò come professionista subentrando nella gara del secondo turno contro i Denver Broncos mettendo a segno 6 tackle e il suo primo intercetto su Trevor Siemian.
Nella prima partita della stagione 2021 Lewis fece registrare un intercetto su Tom Brady nella sconfitta contro i Tampa Bay Buccaneers campioni in carica.